# Неизбирательное сродство
«Неизбирательное сродство. Роман из 1835-го года» — роман Игоря Вишневецкого, опубликованный в журнале «Новый мир» в 2017 году и отдельным изданием в 2018 году. Его название отсылает к книге Гёте. Роман привлёк внимание критиков, получил премию журнала «Новый мир» за лучшую прозу и попал в короткий список Премии Андрея Белого.

## Сюжет
События разворачиваются в течение весны — осени 1835 года: сначала на пароходе «Николай I», плывущем из Кронштадта в Травемюнде, затем в Центральной и Южной Европе и в конце в Центральной России — в глухом углу Тверской губернии. Кроме того пассажиры парохода рассказывают о странностях, приключившихся с ними в течение последних пяти лет на Балканах, в Северной Африке и на Мальте.
Первая глава описывает четырёхдневное плавание на пароходе «Николай I» по Балтийскому морю (25—28 мая 1835 года старого стиля) и разговоры, которые ведут между собой пассажиры первого класса. В первый день полковник Тарасов рассказывает о странной гибели его приятеля, капитана от артиллерии в сентябре 1829 года в Адрианополе, вскоре по окончании победной балканской кампании: из рассказа Тарасова следует, что его сослуживец мог стать жертвой «гулей». Присутствующий при рассказе товарищ Тарасова по Московскому благородному пансиону Корсаков подвергает правдивость истории сомнению, считая, что всё это Тарасов «вычитал, как водится, у каких-нибудь немцев». Слышащий рассказ юный князь Эспер Лысогорский пытается заговорить с обоими: он тоже окончил Благородный пансион, только существенно позже, но успел уже провести пять лет «на службе в Архиве Министерства иностранных дел» в Москве.
На следующий день Тарасов сходит на берег в Истаде, а археолог Корсаков, в опровержение рассказанного, повествует о странном байроническом пассажире — русском, взятом им на борт нанятого для собственного путешествия небольшого судна в Навпали, при отплытии в сторону Сицилии. Пассажир признаётся, что служил, пережил во время балканской кампании смерть, оказавшуюся «хорошо разыгранной пиесой», и был оставлен «сразу по заключении мира <…> в Европейской Турции со специальными, исключительными поручениями», проведя на Балканах ещё несколько лет. Сильный ветер и шторм пригоняют судно к ливийскому берегу у Бенгази, однако пассажир сходить на берег отказывается. Корсаков с переводчиком и тремя матросами посещает местного шейха, который рассказывает об античных руинах Северной Африки, дарит археологу некоторое количество древних монет и выражает сожаление, что таинственный русский не посетил его. Начинается самум, Корсаков и его спутники едва поспевают на судно, и их отгоняет ветром к Лампедузе, вблизи которой они становятся ночью на якорь, после чего подвергаются разбойному нападению тунисских пиратов. Путешественников ссаживают на африканский берег и ведут вглубь континента, где через несколько дней приводят к тому самому шейху, что хотел встречи с таинственным русским пассажиром. Шейх приказывает расправиться с одураченным Корсаковым как с ненужным свидетелем. Здесь Корсаков пробуждается, понимая, что вторая половина африканских приключений была сном, а нанятое им судно подплывает к Мальте. В конце рассказа он утверждает, что разница между реальностью и кажимостью хоть и незначительна, но всё-таки существует.
Эспер Лысогорский признаётся рассказчику, что его собственный дядя тоже считался погибшим в турецкую кампанию, но оказался «цел и невредим». На палубе с князем Эспером заводит разговор молодой художник Филипп Вакаринчук.
На третий день путешествия историю своей подруги, русской, родившейся и выросшей за границей, рассказывает молодая знакомая Корсакова, которую тот именует Александрой Дмитриевной. Цель её рассказа — опровергнуть предыдущее повествование и показать, что «для многих воображаемое и есть действительное». Подруга рассказчицы влюбляется в существенно более старшего, чем она сама, соотечественника, которого она сначала принимает за «англичанина», появляющегося в доме её отца — посланника при дворе неаполитанского короля. Соотечественник, бывший военный, просит посланника о подтверждении кое-каких утраченных документов, совершает с его дочерью прогулку на руины Геркуланума и Помпеи, где, наблюдая извлечённое из-под вулканического пепла, рассуждает об относительности жизни и смерти, уезжает в Болонью для встречи со знакомым профессором медицины и исчезает насовсем. Совершив поездку на родину и наведя там через родственников справки в архиве Главного штаба, подруга рассказчицы выясняет, что её возлюбленный числится давно погибшим.
На четвертый день, по прибытии в Травемюнде, когда Лысогорский и Вакаринчук решают ехать до Рима вместе, Александра Дмитриевна приглашает их в гости к себе с сестрой (обе живут в Риме), Корсаков же предупреждает Эспера при прощании, что документы таинственного пассажира из его рассказа были выписаны на имя князя Адриана Лысогорского.
Это и есть дядя Эспера, вызвавший его по срочному делу в Рим.
Глава вторая посвящена путешествию князя Эспера и стипендиата Императорской Академии художеств Филиппа Вакаринчука через земли Германского союза, Швейцарию, Северную Италию в Рим и первым неделям в Риме. Дяди Эспер не застаёт, но тот оставляет ему краткое письмо и ключи от римской квартиры, советуя ждать новых известий. Эспер читает книги, посещает живущих в риме русских художников и ведёт дневник.
В главе третьей Эспер и Филипп приглашены на виллу, на которой живут Александра и её старшая бездетная сестра Елизавета, вышедшая замуж за генерала наполеоновских войн, и наблюдают там концерт и вечернее празднество с фейерверками. Во время празднества, один из гостей, разговорчивый и саркастичный Лорд Рутвен, передаёт Эсперу запечатанное письмо от дяди, Эспер и Филипп планируют провести остаток вечера в компании приёмных дочерей Елизаветы — Иларии и Кьяры (вскоре Эспер понимает, что Кьяру и Филиппа связывает чувство), но тут появляется Александра и увлекает Эспера в аллею для уединённого разговора: «Знаете, Эспер, вы и поразительно похожи на него, и одновременно совершенно нет. Наверное, он был таким прежде, но я его таким не застала. Это невероятно». Становится очевидным, что на пароходе она рассказывала о себе и о дяде Эспера. Вернувшись домой, Эспер обнаруживает, что вместо письма дядя нарисовал малопонятную таблицу и посоветовал просить разъяснений — в Риме у Джузеппе Меццофанти, в Болонье — у Дионисио Гамберини и Орацио Фальконе.
В главе четвёртой Эспер отправляется в Ватикан на встречу с кардиналом Меццофанти, который сначала читает ему свои русские стихи, а потом, ознакомившись с таблицей, советует быть крайне осторожным, сообщает о болезни египтолога Фальконе и даёт Эсперу архивную выписку о хищном дереве каан-че, вывезенном из Юкатана специально посланными туда Ватиканом медиками. Образцы дерева были переданы для исследования профессору Гамберини. Эспер также посещает — в кампании неравнодушной к нему Александры — Ватиканские музеи, после чего отправляется в Болонью.
По дороге он читает отчёт о таинственном дереве, не принадлежащем ни к классу растений, ни к классу животных и вызвавшем большое смущение в умах некоторых прихожан католической церкви в Центральной Америке.
В Болонье Эспер застаёт только профессора Гамберини, который впускает его в дом после тщательного осмотра, после чего предлагает Эсперу выпить белого вина и заводит долгий разговор. Выясняется, что египтолог Фальконе был введён в состояние, напоминавшее смерть, не без участия Лорда Рутвена, а дядя Эспера срочно уехал с данным ему Гамберини саженцем дерева каан-че из Италии. Гамберини, давно интересующийся границей жизни и смерти, признаётся, что проводил с согласия и совместно с испытуемым опыты над организмом князя Адриана, «лишённым нормальных телесных нужд», поскольку обнаружил странные изменения в организме дяди Эспера и в химическом составе крови.
В конце разговора Гамберини приглашает Эспера на следующий день, 13 августа 1835 на вскрытие в анатомическом театре при библиотеке болонской Архигимназии. Придя в гостиницу, Эспер обнаруживает письмо от Александры, зовущее его обратно в Рим.
На следующий день Гамберини проводит в присутствии Эспера вскрытие и рассказывает о том, что, когда проводил вскрытие Фальконе, для начала забил осиновый кол в сердце, а, обнаружив при вскрытии непостижимые изменения и в организме египтолога, распорядился труп его сжечь. Гамберини спрашивает у Эспера, готов ли тот быть в разыгрываемой шахматной партии «не фигурой, не наблюдателем, а тем, кто фигуры двигает», после чего дарит ему набор анатомических инструментов и советует помочь развязать тяготящие Адриана Лысогорского путы. Он также передаёт Эсперу предотъездное письмо от князя Адриана, в котором тот зовёт племянника в середине осени обратно в Россию — в родовое имение, а до этого советует наслаждаться Италией. Глава завершается стихотворением, которое сочиняет в уме идущий по болонским улицам Эспер.
Действие главы пятой разворачивается в середине осени в никогда не существовавшем Кесьминском уезде Тверской губернии. Эспер встречает на почтовой станции бывшего соученика по Благородному пансиону, чиновника по особым поручениям при губернаторе, ездившего с губернским полицмейстером в имение его дяди, давшего своим мужикам вольную без земли и обвинённого другими мужиками в «ведовстве». Знакомый остался доволен приёмом и считает дело «вздорным», но никто из ямщиков везти Эспера в родное Навьино не хочет. Единственный отважившийся ссаживает Эспера на полпути и возвращается обратно. Эспер обнаруживает, что имение перестроено, заведена плотина со стелами со странными надписями, над домом развевается не менее странный флаг, звучит эолова арфа, деревня безлюдна, но вокруг дома много короткошёрстных пятнистых собак. Князь Адриан, выглядящий значительно старше своих лет, живёт в неосвещённом доме один. Он показывает Эсперу теплицы с прижившимся среди тверских болот деревом ккан-че, которому скармливает на глазах Эспера горлицу, рассказывает странную историю их рода и того, что произошло между отцом Адриана, атеистом и вольнодумцем князем Василием Степановичем, женатым на валашской гречанке (бабушке Эспера, к этому времени умершей), и отцом Эспера, Александром Лысогорским, приехавшим по окончании наполеоновских войн забирать из родового имения жену с сыном. Князь Василий Степанович, объявивший было при вступлении Наполеона в Россию в деревне Конвент, говорит отправившему Эспера с матерью в Москву и оставшемуся у отца с целью доспорить сыну, что победа над Наполеоном досталась тем, кто её недостоин, спор идёт на повышенных тонах и приводит к нечаянному ранению сына, который тут же умирает, после чего князь объявляет о продолжении борьбы и уходит с частью мужиков в лес, в то время как другая часть отправляется за полицией. К моменту прибытия полиции и дознавателей князь Василий в агонии от подхваченного в холодном лесу воспаления лёгких, и дело предпочитают замять. Эспер понимает, что помнит другого деда и другое детство. Князь Адриан Васильевич, до того проходивший военную службу в Полтаве, где у него от прислуги, казачки из сирот, родился ребёнок, оказавшийся впоследствии талантливым художником (это и есть Филипп Вакаринчук, как оказывается — двоюродный брат Эспера), морально раздавлен, считает их род проклятым и ищет смерти. До конца он так и не умирает. Теперь он предлагает Эсперу самому решить, как следует поступить, и даёт ему на чтение тетрадь с «натурфилософскими» записями деда Василия Степановича о переходных степенях между жизнью и смертью. Конечный вывод князя Василия: «…В мире всё живёт и нет ничего окончательно мёртвого!»
Эспер с анатомическим скальпелем приходит в комнату лежащего и покорно ждущего его князя Адриана и наносит удар, но обнаруживает, что в руках его — нож для разрезания бумаги. А дядя его как человек умер уже давно. Начинается гроза, и молния зажигает деревянные теплицы. Сам Эспер поджигает дом и покидает имение.
В эпилоге, происходящем в наши дни, мы видим по-прежнему молодого князя Эспера, справляющегося о дороге на Навьино, которой уже никто не знает. От усадьбы почти ничего не осталось, а проезжающие на внедорожнике хозяева бакалейной лавки из когда-то соседнего села принимают Эспера за отбившегося от съёмочной группы актёра, говорящего на намеренно «церемонном и искусственном» наречии.

## Награды
- Премия журнала «Новый мир» за лучшую прозу 2017 года[2]
- Короткий список Премии Андрея Белого за 2017 год[3]
- Длинный список премии Национальный бестселлер за 2018 год[4]
- Длинный список премии Большая книга сезона 2017—2018 годов[5]

Роман также был выдвинут на премию «Новая словесность (НОС)», но вошёл в короткий список не по голосованию жюри, а по мнению Критической академии премии.

## Отзывы и критика
В целом роман был встречен критикой очень положительно.
Публицист и блогер Егор Холмогоров писал: «Каким-то чудом Вишневецкий смог упаковать в один текст целое созвездие жанров — сборник коротких готических новелл-анекдотов, роман-путешествие с обширными экфрасисами древностей (как человек сам видевший и очень любящий Равенну не могу не признать описание её мозаик образцовым), любовный роман, роман воспитания, <…>, наконец русский фантасмагорический гоголевский роман, переносящий мрачную мистическую атмосферу с Полтавщины на угрюмые Тверские болота. Ну и философский, а местами политический роман <…> Еще этот роман отчасти заполняет пустоту, которая есть в русской литературе. В ней есть множества упоминаний о путешествиях молодых обеспеченных русских дворян в Европу, но нет ни одного, если не считать Карамзина, внятного описания такого путешествия. К тому же Карамзин не заезжал в Италию. И вот прямо хотелось посмотреть на путешествия Чацкого или Онегина, а возможности такой не было. А вот тут такая возможность появилась».
Елена Иваницкая отмечала: "Детективно-мистический сюжет развивается под аккомпанемент архитектурно-живописно-музыкального. Вместе с главным героем князем Эспером Лысогорским читатель побывает в Равенне, подробно и качественно осмотрит ее достопримечательности, переберется в Рим, внимательно осмотрит Пантеон, выйдет на площадь Минервы — «туда, где все необычайное и странное становилось реальностью»… <…> "Вы думаете, что смерть господина Фальконе как-то связана с моим дядей? « — спросил Эспер в плохо скрываемом волнении. — „Напрямую нет. Думаю, что они оба — жертвы. Вы в курсе опытов, в которых участвовал ваш дядя?“».
Марина Вишневецкая назвала роман «блистательной стилизацией романтической прозы первой трети XIX века. <…> Но все разновидности хоррора, встречающиеся на пути юного князя: от рассказов о каннибалах до фантастического дерева каан-че, способного поглотить все живое, смягчены авторской иронией и расцвечены вдохновенным путеводителем по итальянским древностям (еще один бонус для вдумчивого читателя)».
По мнению Дмитрия Бавильского (Знамя, № 7, 2018) «автор синтезирует строй романтической прозы, однако делает это как бы понарошку. <…> Лабораторная чистота эксперимента здесь отсутствует, и „Неизбирательное сродство“, пользуясь чужими костюмами и физиономиями, работает именно как актуальный артефакт. <…> Помещая персонажей в атмосферу условной романтической прозы, Вишневецкий освобождает их от социальной конкретики, превращает в полигон для метафизических изысканий. <…> Вишневецкий вертит дискурсы и жанры как в калейдоскопе, постоянно сбивая читателя с толку. Не успеешь привыкнуть к одной повествовательной манере, как он подбрасывает совершенно другую, добавляя в дискурсивный пожар еще и поэтические отрывки. Посмертное существование зомби и големов, в которых превращает своих жертв каан-че, можно прочесть как литературоведческую метарефлексию автора над методом. Вишневецкий играет с „памятью жанра“, нарушая ее долгий инерционный ход, „ложными воспоминаниями“, взращенными на классике, но имеющими совершенно иной, современный химсостав. Это такое изощренное и даже извращенное литературоведение, принимающее самые разные облики и личины».
Ольга Балла (Новое литературное обозрение, № 2 (156), 2019) подчёркивает сверхлитературную задачу романа: «Роль сюжета (захватывающего, иной раз и гипнотизирующего, обескураживающего, в самый неожиданный момент выдергивающего из-под ног у читателя налаженные было ожидания, бьющего под дых) <…> представляется мне вполне вторичной. И это при том, что Вишневецкий умеет выстраивать его виртуозно, искусно удерживая читателя в напряжении, — что лишь подчеркивает служебную, техническую роль сюжетного построения. <…> Стиль <…> здесь — способ видеть мир и проживать его, и одно и то же, сказанное в разных стилистических ключах, — никогда не одно и то же. <…> „Неизбирательное сродство“ — сколько бы ни казалось это парадоксальным — по своему существу антикатастрофическая речь. Причем в смысле не только литературном, но, шире, — в историческом (и уж не антропологическом ли?). Бывает речь на разрыв, а эта, наоборот, — соединяющая разрывы. В ней есть нечто утопическое, нечто альтернативно-историческое: попытка если и не развить, то хотя бы чуть-чуть продлить в возможное будущее ту — младшую, условно говоря, — в наших сегодняшних глазах младшую — ветвь русской словесности, какая могла бы ветвиться и крепнуть <…> Это — русская литература до социальности и социального критицизма, до роли совести нации, не морализирующая, не проповедующая, не обвиняющая, не культивирующая вину перед народом, не зовущая к топору. <…> Что касается задачи, <…> то это, кажется, — вчувствование в природу жизни и смерти, в разделяющую и связывающую их границу, в глубокие связи, влекущие друг к другу человеческое и нечеловеческое, культурное и природное, в соотношение сил между ними».
Некоторым диссонансом прозвучало лишь мнение Елены Сафоновой (Урал, № 6, 2018), утверждавшей, что «в литературном <…> плане роман, самым причудливым образом мешающий исторические факты с авторским вымыслом (или с другим историческим фактом — априорной мистичностью сознания жителей XIX столетия?), достоин того же определения, что и речь князя Эспера в наши дни: „церемонный и искусственный“. Это оригинальное продолжение „фантастической“ линии, взятой „Новым миром“ в последнее время. Вскоре, должно быть, мы будем иметь честь познакомиться с „новомирским“ фэнтези».

## Издания
- Неизбирательное сродство. Роман из 1835-го года // Новый мир. — 2017. — № 9. — С. 7—86.
- Неизбирательное сродство: Роман из 1835 года // Неизбирательное сродство [: сборник всей изданной художественной прозы]. — М.: «Э», 2018. — (Проза Игоря Вишневецкого). — С. 5—210. ISBN 978-5-04-093120-0
- Le affinità non elettive: romanzo. Anno 1835 / Traduzione, postfazione e cura di Iris Karafillidis; prefazione di Stefano Garzonio. — Pisa: Pisa University Press, 2023. — (Saggi e studi). — 216 c. ISBN 978-88-3339-891-4